# Microscopie de seconde harmonique
Ne doit pas être confondu avec Microscopie par excitation à deux photons.
La microscopie de seconde harmonique (M2H ou (en) SHIM), aussi appelée « microscopie par génération de seconde harmonique » est basée sur un effet optique non-linéaire connu sous le nom de génération de seconde harmonique (GSH, (en) SHG): on la nomme ainsi souvent « microscopie SHG ». Elle a été établie comme un mécanisme de contraste d'imagerie par microscope, utile pour la visualisation de la structure de certains tissus biologiques  ou fonctions cellulaire, mais aussi de certains cristaux ferroélectriques.
Un microscope SHG produit des images dont le contraste est dû aux variations de la capacité d'un échantillon à générer de la lumière d'harmonique deux à partir de la lumière incidente, tandis qu'un microscope optique classique obtient son contraste en détectant les variations de densité optique, de la longueur du trajet ou de l'indice de réfraction  optique du spécimen. La SHG requiert une lumière laser intense traversant un matériau de structure moléculaire  non-centrosymétrique (qui ne possède pas de centre de symétrie). La lumière SHG émergeant d'un tel matériau correspond exactement à la moitié de la longueur d'onde (fréquence doublée) de la lumière pénétrant dans le matériau. Bien que la microscopie par excitation à deux photons  (2PEF) soit également un processus à deux photons, la  2PEF perd de l'énergie lors de la relaxation de l'état excité, alors que la SHG conserve l'énergie. Généralement, un cristal inorganique est utilisé pour produire de la lumière SHG, mais certains matériaux biologiques peuvent être hautement polarisables et s'assembler en grandes structures non centrosymétriques assez ordonnées (longs filaments à symétrie cylindrique). Les matériaux biologiques tels que le collagène, les microtubules (via la tubuline) et les muscles (via la myosine) peuvent produire des signaux de SHG.
La conversion de SHG est généralement déterminée par la condition accord de phase (en). Une configuration courante pour un système d'imagerie SHG comprendra un  microscope à balayage laser avec un laser titane-sapphire à blocage de mode comme source d'excitation. Le signal SHG se propage généralement dans le sens direct (celui de la lumière d'excitation), et la détection est alors faite en transmission. Cependant, du signal est aussi émis dans la direction inverse (« épi »), et le signal peut alors également être mesuré en « réflexion » : ceci peut être utile pour des matériaux opaques, ou épais, et une partie de ce signal peut être due à la rétroréflexion du signal émis vers l'avant.

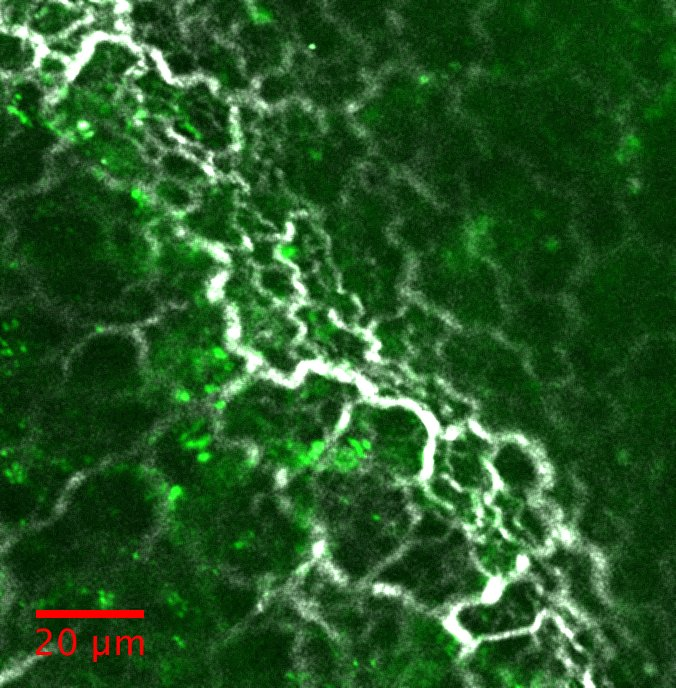
Image par microscopie SHG du collagène (en blanc) dans le foie.

## Avantages
La microscopie SHG offre plusieurs avantages pour l'imagerie de cellules vivantes et des tissus : elle n’implique pas l’excitation de molécules, contrairement à d’autres techniques telles que la microscopie de fluorescence. Par conséquent, les molécules ne subissent pas d'effets de phototoxicité ou de photoblanchiment. De plus, comme de nombreuses structures biologiques produisent des signaux SHG assez puissants, il n'est pas nécessaire de marquer les molécules avec des marqueurs exogènes (ce qui pourrait modifier le fonctionnement d'un système biologique): cette technique est donc minimalement invasive. En utilisant des longueurs d'onde dans le proche infrarouge pour la lumière incidente, la microscopie SHG a la capacité de construire des images de spécimens  en trois dimensions en effectuant une imagerie plus profonde dans des tissus épais.

### Différence et complémentarité avec la fluorescence à deux photons (2PEF)
La fluorescence à deux photons (2PEF) est un processus très différent de la SHG: elle implique une excitation d'électrons vers des niveaux d'énergie plus élevés, et une désexcitation subséquente par émission d'un photon (contrairement à la SHG, bien qu'elle soit aussi un processus à 2 photons). Ainsi, la 2PEF est un processus non cohérent, spatialement (émission isotrope) et temporellement (large spectre, dépendant de l'échantillon). Elle n'est pas non plus spécifique à certaines structures, contrairement à la SHG.
La 2PEF peut donc être couplée à la SHG en imagerie multiphotonique pour révéler certaines molécules qui produisent de l'autofluorescence, telle que l'élastine dans les tissus (alors que la SHG révèle le collagène ou la myosine par exemple).

## Historique
En 1971, Fine et Hansen ont rapporté la première observation de SHG à partir d'échantillons de tissus biologiques.  En 1974, Hellwarth et Christensen ont rapporté pour la première fois la microscopie SHG de ZnSe polycristallins, puis en 1977, Colin Sheppard a imagé divers cristaux de SHG avec un microscope optique à balayage. La SHG a été utilisée en imagerie biologique pour la 1re fois en 1979 par Roth&Freund pour imager le collagène, et plus spécifiquement en 1985 dans du tendon de queue de rat, bien que ces avancées aient passé inaperçues dans le domaine de la microscopie optique à l'époque.
En 1993, Lewis a examiné la réponse en SHG de colorant styryl en présence d'un champ électrique, mais aussi l'imagerie de cellules vivantes. Le miscroscope de fluorescence à deux photons plein-champ (sans balayage) a été publié en 1996 , et aurait pu servir à imager de la SHG. 
La microscopie SHG a ensuite été utilisée pour l'observation de l'amidon de plantes, des mégamolécules, de la soie d'araignée, etc.
En 2010, la SHG a été étendue à l'imagerie [in vivo] de petits animaux entiers,. En 2019, les applications se sont élargies en appliquant la SHG à l’imagerie sélective de produits agrochimiques directement sur la surface des feuilles, afin d’évaluer l’efficacité des pesticides.

## Analyse quantitative

### Anisotropie orientationnelle
L'anisotropie de la polarisation en SHG peut être utilisée pour déterminer l’orientation et le degré d’organisation des protéines dans les tissus, puisque les signaux SHG ont des polarisations bien définies. En utilisant l'équation d'anisotropie:
{\displaystyle {\frac {I_{par}-I_{perp}}{I_{par}+2I_{perp}}}=r}
et en acquérant les intensités des polarisations dans les directions parallèle et perpendiculaire au plan du laboratoire (convention), on peut calculer {\displaystyle r}. Un {\displaystyle r} élevé indique une orientation plutôt anisotrope, tandis qu'une valeur de {\displaystyle r} faible indique une structure isotrope. Dans les travaux menés par Campagnola et Loew, il a été constaté que les fibres de collagène formaient des structures bien alignées avec {\displaystyle r=0.7}.

### Rapport avant sur arrière F/B
La  SHG étant un processus cohérent ( spatialement et  temporellement), il conserve des informations sur la direction de l'excitation et n'est pas émis de manière isotrope. Elle est principalement émise vers l'avant (forward, comme pour l'excitation), mais peut également être émise vers l'arrière (backward) en fonction de la  condition d'accord de phase. En effet, la longueur de cohérence au-delà de laquelle conversion du signal diminue est:
{\displaystyle l_{c}=2/\Delta k}
avec {\displaystyle \Delta k\propto 1/(n_{2\omega }-n_{\omega })} pour le forward, mais {\displaystyle \Delta k_{bwd}\propto 1/(n_{2\omega }+n_{\omega })} pour le backward si bien que {\displaystyle l_{c}} >> {\displaystyle l_{c,bwd}}. 
Par conséquent, des structures plus épaisses seront visibles préférentiellement vers l'avant (forward), et les plus minces vers l'arrière (backward): puisque la conversion de la SHG dépend en première approximation du carré du nombre d'harmonophores, le signal sera plus élevé s'il est émis par des structures épaisses, donc le signal avant sera supérieur au signal arrière. Cependant, le tissu peut diffuser la lumière générée et une partie de la SHG vers l'avant peut être rétroréfléchie vers l'arrière. 
Ensuite, le rapport avant/arrière F/B peut être calculé, et est une métrique de la taille globale et de la disposition des harmonophores (généralement des fibrilles de collagène). On peut également montrer que plus l'angle hors-plan du diffuseur est élevé, plus son rapport F/B est élevé (voir fig. 2.14 of).

### SHG résolue en polarisation (p-SHG)
Les avantages de polarimétrie ont été couplés à la SHG en 2002 par Stoller et al. La polarimétrie sert à mesurer l'orientation et l'ordre au niveau moléculaire, et couplée à la SHG, elle peut le faire avec une spécificité à certaines structures comme le collagène : la microscopie SHG résolue en polarisation (p-SHG) est donc une extension de la microscopie SHG. La p-SHG définie un autre paramètre d'anisotropie tel que:
{\displaystyle \rho ={\sqrt {\frac {I_{par}}{I_{perp}}}}}
qui est, comme r, une mesure de l'orientation principale et du désordre de la structure imagée. Comme elle est souvent réalisée dans de longs filaments cylindriques (comme le collagène), cette anisotropie est souvent égale à {\displaystyle \rho ={\frac {\chi _{XXX}^{(2)}}{\chi _{XYY}^{(2)}}}} , où {\displaystyle \chi ^{(2)}} est la susceptibilité électrique non-linéaire et X la direction du filament (ou la direction principale de la structure), Y est orthogonal à X et Z est la direction de propagation de la lumière d'excitation.  
L'orientation ϕ des filaments dans le plan XY de l'image peut également être extraite grâce à la p-SHG par une analyse FFT, et utilisée comme un contraste sur une image,.

### Quantification de la fibrose
Le collagène (cas particulier, mais largement étudié en microscopie SHG), peut exister sous différentes formes : 28 types différents, dont 5 fibrillaires. L'un des défis consiste à caractériser et à quantifier le collagène fibrillaire dans un tissu, pour pouvoir voir son évolution et sa relation avec d'autres composantes du tissu. 
Pour cela, une image de microscopie SHG doit être corrigée pour éliminer la petite quantité de fluorescence ou de bruit résiduel qui existe à la longueur d'onde SHG. Après cela, un masque numérique peut être appliqué pour quantifier le collagène à l'intérieur de l'image. Parmi les différentes techniques de quantification, c'est probablement celle qui a la spécificité, la reproductibilité et l'applicabilité la plus élevée, bien qu'elle soit assez complexe.

### Autres
La microscopie SHG a également été utilisée pour montrer que les potentiels d'action se propageant en sens inverse entrent dans les épines dendritiques sans atténuation de tension, établissant ainsi une base solide pour des travaux futurs sur l'imagerie des neurones par SHG. L'avantage ici est la mesure de tension dans les dendrites avec une précision inaccessible avec la microscopie standard à deux photons.

## Matériaux imageables

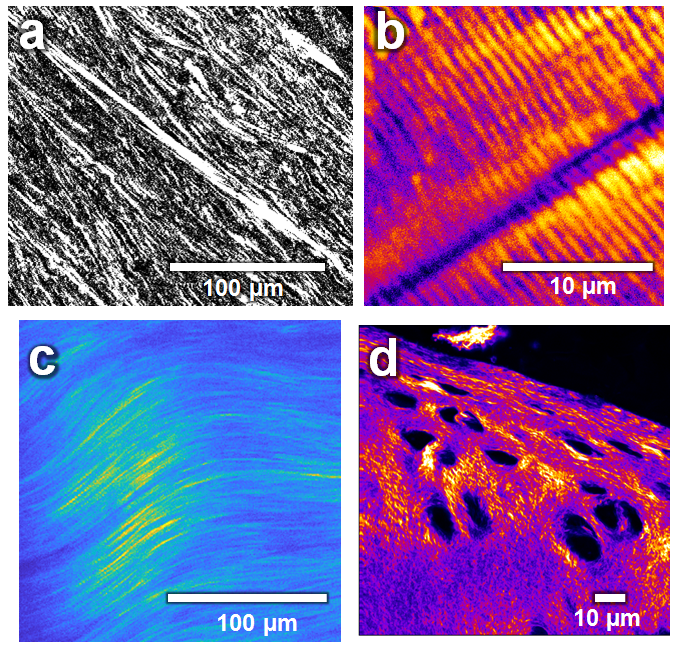
Tissus biologiques imagés par microscopie de seconde harmonique (SHG). (a) Coupe transversale d'une cornée humaine. (b) Muscle squelettique de poisson-zèbre. (c) Tendon de queue de souris adulte. (d) Cartilage de surface d'un genou de cheval adulte.

La microscopie SHG et ses extensions peuvent être utilisées pour étudier divers tissus: quelques exemples d'images sont rapportés dans la figure ci-dessous: le collagène à l'intérieur de la matrice extra-cellulaire reste la principale application. On le retrouve dans les tendons, la peau, les os, la cornée, les artères, le fascia, le cartilage, le ménisque, les disques intervertébraux...
La myosine peut également être imagée par SHG : dans le muscle squelettique, le muscle cardiaque.
En outre, la SHG peut convertir efficacement la lumière proche infrarouge en lumière visible pour permettre une thérapie photodynamique guidée par imagerie, surmontant ainsi les limitations de profondeur de pénétration,.
| Type     | Matériau                              | Présent dans                                                                                                 | signal SHG                                                                                                | Spécificité |
| -------- | ------------------------------------- | --- | --- | --- |
| Glucide  | Cellulose                             | Bois, Plante verte, algue.                                                                                   | Assez faible dans la cellulose normale, mais assez fort dans la cellulose cristalline ou nanocristalline. | - |
| Glucide  | Amidon                                | Aliments de base, plante verte                                                                               | Signal assez intense                                                                                      | la chiralité est au niveau micro et macro, et la SHG est différente si la polarisation d'excitation est circulaire droite ou gauche |
| Glucide  | Megamolécule polysaccharide de sacran | Cyanobacterie                                                                                                | À partir de morceaux, de fibres et de films de sacran                                                     | le signal des films est le plus faible |
| Protéine | Fibroïne et séricine                  | Soie d'araignée                                                                                              | Plutôt faible                                                                                             | [ 13 ] |
| Protéine | Collagène                             | tendon, peau, os, cornée, artères, fascia, cartilage, ménisque, disques intervertébraux ; tissus conjonctifs | Assez fort, dépend du type de collagène (forme-t-il des fibrilles, des fibres?)                           | Les composantes du tenseur de susceptibilité non-linéaire sont {\displaystyle d_{33}}, {\displaystyle d_{31}}, {\displaystyle d_{15}}, avec {\displaystyle d_{31}} ~ {\displaystyle d_{15}} et {\displaystyle d_{33}}/{\displaystyle d_{15}} ~ 1.4 dans la plupart des cas         |
| Protéine | Myosine                               | muscle squelettique ou cardiaque                                                                             | Assez fort                                                                                                | Les composantes du tenseur de susceptibilité non-linéaire sont {\displaystyle d_{33}}, {\displaystyle d_{31}}, {\displaystyle d_{15}} avec {\displaystyle d_{31}} ~ {\displaystyle d_{15}} mais {\displaystyle d_{33}}/{\displaystyle d_{15}} ~ 0.6 < 1 contrairement au collagène |
| Protéine | Tubuline                              | Microtubules durant la mitose ou la meiose, ou dans les dendrites des neurones                               | Assez faible                                                                                              | Les microtubules doivent être alignés pour générer efficacement |
| Minéraux | Cristaux piézoélectriques             | Aussi appelés cristaux non-linéaires                                                                         | Fort si accord de phase                                                                                   | Différent accord de phase : types, critique ou non-critique |

## Couplage avec la microscopie THG
La microscopie de Génération de troisième harmonique (THG) peut être complémentaire de la microscopie SHG, car elle est sensible aux interfaces transverses et à la susceptibilité non linéaire du 3e ordre {\displaystyle \chi ^{(3)}} ,.

## Applications

### Cancer, caractérisation des tumeurs
La densité mammographique est corrélée avec celle du collagène : la microscopie SHG peut donc servir à identifier le cancer du sein. La SHG est généralement couplée à d'autres techniques non linéaires telles que la microscopie CARS (en) ou la microscopie deux photons, pour former la microscopie multiphotonique (ou tomographie) qui fournit un diagnostic in vivo non invasif et rapide (comme l'histologie) de biopsies pouvant être cancéreuses.

#### Cancer du sein
La comparaison des images SHG avant et arrière donne un aperçu de la microstructure du collagène, elle-même liée à la gravité et au stade d'une tumeur. La comparaison des images SHG et de microscopie deux photons (autofluorescence) peuvent aussi montrer le changement d'orientation du collagène dans les tumeurs.
Même si la microscopie SHG a beaucoup contribué à la recherche sur le cancer du sein, elle n'est pas encore établie comme une technique fiable en médecine ou pour le diagnostic de pathologies en général.

#### Cancer des ovaires
Les ovaires saines présentent une SHG uniforme dans leur couche épithéliale et un collagène bien organisé dans leur stroma, alors que l'épithélium aura de grandes cellules et une structure de collagène modifiée dans les ovaires cancéreuses. Le ratio r (voir anisotropie d'orientation) est aussi utilisé pour montrer que l'alignement des fibrilles est légèrement plus élevé pour les tissus cancéreux que pour les tissus normaux. 

#### Cancer de la peau
La SHG est, encore ici, combinée à la microscopie deux photons pour calculer le ratio :
{\displaystyle MFSI=({\text{shg}}-{\text{tpef}})/({\text{shg}}+{\text{tpef}})}
où shg (resp. tpef) est le nombre de pixels dépassant un certain seuil (en intensité) dans l'image SHG (resp.  2PEF de fluorescence), un MFSI élevé signifiant une image SHG pure (sans fluorescence). Le MFSI le plus élevé est mesuré pour les tissus cancéreux, ce qui fournit un mode de contraste pour les différencier des tissus normaux.
La SHG a également été combinée à génération de troisième harmonique (THG) pour montrer que le signal epi-THG (voir rapport F/B) est plus élevé dans les tumeurs.

#### Autres cancers
La SHG a été utilisée pour l'étude des cancers du poumon, du côlon, du stroma œsophagien, du col utérin et du pancréas.

### Détection de pathologies
Des altérations de l'organisation ou de la polarité des fibrilles de collagène peuvent être des signes directs de pathologie,.
En particulier, l'anisotropie d'alignement des fibres de collagène a permis de discriminer le derme sain de cicatrices pathologiques dans des échantillons de peau. De plus, les pathologies du cartilage telles que l'arthrose peuvent être sondées par microscopie SHG résolue en polarisation,. La SHIM a ensuite été étendue au fibrocartilage (ménisque).

### Ingénierie des tissus
La capacité de la SHG à imager des molécules spécifiques peut servir à révéler la structure de certains tissus une seule composante à la fois, et à différentes échelles (de macro à micro) en utilisant la microscopie. Par exemple, le collagène (type I) est spécifiquement imagé à partir de la matrice extracellulaire (ECM) des cellules, ou lorsqu'il sert de matériau conjonctif dans les tissus. La microscopie SHG révèle également la fibroïne dans la soie, la myosine dans les muscles et la cellulose biosynthétisée. Toutes ces capacités d'imagerie peuvent être utilisées pour concevoir des tissus artificiels, en ciblant des points spécifiques du tissu : la SHG peut en effet servir à mesurer quantitativement certaines orientations, ainsi que la quantité et l'arrangement des matériaux. De plus, la SHG couplée à d'autres techniques multiphotons peut servir à surveiller le développement de tissus synthétiques, lorsque l'échantillon est relativement mince cependant. Bien entendu, ces techniques peuvent enfin être utilisés comme contrôle qualité des tissus fabriqués.

### Structure de l'œil
La cornée, à la surface de l'œil, est considérée comme étant constituée d'une structure de collagène semblable à un assemblage en couches, en raison des propriétés d'auto-organisation du collagène dense. Pourtant, l'orientation cornéale du collagène en lamelles fait encore débat. 
Le kératocône cornéen peut également être visualisé par microscopie SHG pour révéler des altérations morphologiques du collagène. La microscopie par génération de troisième harmonique (THG) est en outre utilisée pour imager la cornée, qui est complémentaire au signal SHG car les maxima THG et SHG dans ce tissu sont souvent à des endroits différents.

## Sources
- Michael Schmitt, Thomas Mayerhöfer, Jürgen Popp, Ingo Kleppe et Klaus Weisshartannée, Handbook of Biophotonics, Chap.3 Light–Matter Interaction, Wiley, 2013 (ISBN 978-3-527-64398-1, DOI 10.1002/9783527643981.bphot003, lire en ligne)
- Francesco S. Pavone et Paul J. Campagnola, Second Harmonic Generation Imaging, 2nd edition, CRC Taylor&Francis, 2016, 476 p. (ISBN 978-1-4398-4914-9, lire en ligne)
- Paul J. Campagnola, Heather A. Clark, William A. Mohler, Aaron Lewis et Leslie M. Loew, « Second harmonic imaging microscopy of living cells », Journal of Biomedical Optics, vol. 6, no 3,‎ 2001, p. 277–286 (PMID 11516317, DOI 10.1117/1.1383294, Bibcode 2001JBO.....6..277C, hdl 2047/d20000323, lire en ligne)
- Paul J. Campagnola et Leslie M Loew, « Second-harmonic imaging microscopy for visualizing biomolecular arrays in cells, tissues and organisms », Nature Biotechnology, vol. 21, no 11,‎ 2003, p. 1356–1360 (PMID 14595363, DOI 10.1038/nbt894, lire en ligne)
- P. Stoller, K.M. Reiser, P.M. Celliers et A.M. Rubenchik, « Polarization-modulated second harmonic generation in collagen », Biophys. J., vol. 82, no 6,‎ 2002, p. 3330–3342 (PMID 12023255, PMCID 1302120, DOI 10.1016/s0006-3495(02)75673-7, Bibcode 2002BpJ....82.3330S)
- M. Han, G. Giese et J. F. Bille, « Second harmonic generation imaging of collagen fibrils in cornea and sclera », Opt. Express, vol. 13, no 15,‎ 2005, p. 5791–5797 (PMID 19498583, DOI 10.1364/opex.13.005791, Bibcode 2005OExpr..13.5791H)
- Karsten König, Multiphoton Microscopy and Fluorescence Lifetime Imaging : Applications in Biology and Medicine, De Gruyter, 2018, 450 p. (ISBN 978-3-11-042998-5, lire en ligne)
- Adib Keikhosravi, Jeremy S. Bredfeldt, Abdul Kader Sagar et Kevin W. Eliceiri, « Second-harmonic generation imaging of cancer (in "Quantitative Imaging in Cell Biology" par Jennifer C. Waters, Torsten Wittman) », Elsevier, vol. 123,‎ 2014, p. 531–546 (DOI 10.1016/B978-0-12-420138-5.00028-8, lire en ligne)
- Hanry Yu et Nur Aida Abdul Rahim, Imaging in Cellular and Tissue Engineering, 1st edition, CRC Taylor&Francis, 2013 (ISBN 978-0-367-44586-7, lire en ligne)
- Riccardo Cicchi, Nadine Vogler, Dimitrios Kapsokalyvas, Benjamin Dietzek, Jürgen Popp et Francesco Saverio Pavone, « From molecular structure to tissue architecture: collagen organization probed by SHG microscopy », Journal of Biophotonics, vol. 6, no 2,‎ 2013, p. 129–142 (DOI 10.1002/jbio.201200092)